# Continental (film)
Pour les articles homonymes, voir Continental.
Pour plus de détails, voir Fiche technique et Distribution.
Continental est un film espagnol réalisé par Xavier Villaverde, sorti en 1989.

## Synopsis
Dans les années 1950, après l'assassinat du baron du crime Gonçalves, les gangs de Ventura et Otálora s'affrontent pour le contrôle des commerces illégaux.

## Fiche technique
- Titre : Continental
- Réalisation : Xavier Villaverde
- Scénario : Raúl Veiga, Xavier Villaverde et Teresa Ordás (contributrice)
- Musique : José Nieto
- Photographie : Javier Salmones
- Montage : Carmen Frías
- Production : Pancho Casal (producteur délégué)
- Société de production : Xavier Villaverde Asociados et Televisión de Galicia
- Pays :  Espagne
- Genre : Thriller, historique et film de gangsters
- Durée : 104 minutes
- Dates de sortie : 
  -  Espagne : 24 novembre 1989 (Cinegalicia)

## Distribution
- Eusebio Poncela : Otálora
- Jorge Sanz : Pancho
- Cristina Marcos : Anabel
- Féodor Atkine : Ventura
- Alberto Alonso : Vázquez
- Marisa Paredes : Xulia
- Fernando Guillén : Gonçalves
- Héctor Alterio : Ruda
- Angelita Henríquez : Ada
- Xosé Lois González : Artemio
- Canco Ramonde : Florito

## Distinctions
Le film a été nommé pour le prix Goya du meilleur nouveau réalisateur.